# سوحليفة (مسلسل)
سوحليفة هو مسلسل كوميدي مغربي قصير عُرض في شهر رمضان من عام 2018 على قناة الأولى. يتناول المسلسل قصة خال وكيف يعيش يومياته مع طفلة صغيرة مشاغبة إلى حد ما؛ وطليقة اللسان. المسلسل من إخراج طاليس ومن بطولة الممثل الكوميدي الصاعد يسار جنبا إلى جنب مع الطفلة إسراء بنكراراة.

## قصة المسلسل
يبدأ المسلسل القصير عندما يتلقى المدني (يسار) اتصالا من أخته تطلب منه رعاية ابنتها إسراء ذات السبع سنوات، هذه الأخيرة مشاغبة وطليقة اللسان وتستطيع في ظل وقت قصير قلب حياة المدني رأسا على عقب من خلال أفعالها وتعليقاتها الذكية والمضحكة في نفس الوقت.

## النجاح
حقَّقت السلسلة القصيرة (لا تتجاوز مدة الحلقة الواحدة 5 دقائق) نجاحا ضمن قائمة الأفلام والمسلسلات المغربية المعدة لشهر رمضان؛ حيث استطاعت السلسلة الكوميدية جلب 5.4 مليون مشاهد من أصل حوالي 35 مليون مشاهد مغربي وبالتالي فقد استحوذت على نسبة 35.5% من حصة المشاهدة بعد عرض 5 حلقات فقط. نجاح السلسلة لم يقتصر فقط على التلفزيون بل شمل أيضا موقع الفيديوهات الشهير يوتيوب؛ حيث شاهد السلسلة أزيد من 10 ملايين شخص بعد بث 6 حلقات فقط.
نجاح السلسلة لم يقتصر على نسبة المشاهدات فقط؛ بل أثنى الكثير على محتوى المسلسل القصير ومن بينهم المقدم والمنشط التلفزي والإذاعي رشيد الإدريسي الذي صرّّح قائلا: «إن نقطة الضوء الوحيدة هذا العام هي سلسلة "سوحليفة"».

## انتقادات
تقاطرت عدة شكايات على الهيأة العليا للاتصال السمعي البصري “الهاكا” ، لتوقيف السلسلة الفكاهية بسبب ما اعتبروه هدما لأخلاق الناشئة، في حين نصح اطباء الأطفال الآباء بعدم متابعتها، كما؛ خرج مجموعة من الممثلين والفنانين والنشطاء المغاربة الذين انتقدوا المسلسل لعدة أسباب؛ بما في ذلك «قتل براءة الطفل» وذلك نظرا لمحتوى بعض الحلقات، وكان مجموعة من النشطاء قد دعوا الأباء إلى منع أبناءهم من مشاهدة السلسلة معتبرينها «مهزلة تلفزيونية» خاصة حوارات الفتاة التي قد توحي بالعصيان والخروج عن المألوف الذي يتمثل بالأساس في طاعة ولي الأمر سواء كان والدا أو أما أو حتى خالا كما في حالة هذه السلسلة.

## طاقم التمثيل
| الممثل/ة       | الدور   | الشخصية |
| -------------- | ------- | --- |
| يسار           | المدني  | شاب ميؤوس منه بسبب حياته الكئيبة إلى حد ما. تنقلب حياته في لحظة من اللحظات وذلك عقب "اقتحامها" من قبل ابنة أخته الشقية.                                       |
| إسراء بنكراراة | سوحليفة | طفلة ذات سبع سنوات وهي ابنة أخت المدني. شقية ومزعجة للغاية بسبب تعليقاتها المستفزة وأسئلتها الغريبة وكذا بسبب إقحام خالها الشاب في مواقف محرجة وأحيانا خطيرة. |